# Турецкая организация обороны
Турецкая организация обороны (тур. Türk Mukavemet Teşkilatı) — военизированная организация, поддерживавшая доктрину таксим (отделения турецкой части Кипра).
Основана Рауфом Денкташем и турецким военным Рызой Вурушканом в 1958 для борьбы с греческой террористической организацией ЭОКА. Организация была сформирована в Турции, её члены именовались моджахедами. Турция также отправила на Кипр военных инструкторов для обучения бойцов ТМТ. Символом ТМТ стал серый волк, важный элемент тюркской мифологии.
В условиях растущих требований энозиса (объединения Кипра с Грецией) в глазах многих турок-киприотов ТМТ стала единственной возможностью защитить свои интересы и национальную самоидентификацию.
ТМТ проявляла активность между 1958 и 1974 годами, объясняя свои акции угрозой со стороны ЭОКА, а после 1963 — со стороны правительства Кипра, фактически греческого. Между 1963 и 1974 занималась также защитой анклавов с преимущественно турецким населением.